# أنتوني باركر
أنتوني باركر (بالإنجليزية: Anthony Parker)‏ مواليد 19 يونيو 1975 في نابرفيل، هو لاعب كرة سلة أمريكي سابق بدأ مسيرته الاحترافية في سنة 1997. يبلغ طوله 6 قدم 6 بوصة (2.0 م). اعتزل اللعب في 2012.

## فرق لعب لها
- فيلادلفيا سفنتي سيكسرز
- أورلاندو ماجيك
- مكابي تل أبيب لكرة السلة
- فيرتوس روما
- تورونتو رابتورز
- كليفلاند كافالييرز

## روابط خارجية
- أنتوني باركر على موقع الدوري الأوروبي لكرة السلة (الإنجليزية)
- أنتوني باركر على موقع إن بي أي (الإنجليزية)
- أنتوني باركر على موقع سبورتس رفرنس (الإنجليزية)
- أنتوني باركر على موقع كرة السلة الأوروبية.كوم (الإنجليزية)
- أنتوني باركر على موقع كلية كرة السلة في سبورتس رفرنس.كوم (الإنجليزية)
- أنتوني باركر على موقع ريلجم (الإنجليزية)
- أنتوني باركر على موقع بروبوليرز (الإنجليزية)
- أنتوني باركر على موقع سبورتس رفرنس (الإنجليزية)